# Vilalba
Vilalba è un comune spagnolo di 15 437 abitanti situato nella comunità autonoma della Galizia.
Vilalba si trova lungo il percorso del Cammino di Santiago di Compostela.